# Джевиця (Західнопоморське воєводство)
Джевиця (пол. Drzewica, нім. Drewitz) — село в Польщі, у гміні Ґольчево Каменського повіту Західнопоморського воєводства.
Населення — 66 осіб (2011).
У 1975-1998 роках село належало до Щецинського воєводства.

## Демографія
Демографічна структура станом на 31 березня 2011 року:
|          | Загалом | Допрацездатний вік | Працездатний вік | Постпрацездатний вік |
| -------- | ------- | ------------------ | ---------------- | -------------------- |
| Чоловіки | 33      | 11                 | 20               | 2                    |
| Жінки    | 33      | 4                  | 22               | 7                    |
| Разом    | 66      | 15                 | 42               | 9                    |